# (73781) 1994 TW2
1994 تي دابليو 2 (ويعرف أيضًا باسم (73781) 1994 تي دابليو 2 وفق تسمية الكوكب الصغير) (بالإنجليزية: 1994 TW2)‏ هو كويكب ضمن حزام الكويكبات؛ وترتيبه 73781 من حيث الاكتشاف.
اكتُشف هذا الجُرم الفلكي بواسطة Kin Endate ‏ في 2 أكتوبر 1994.

## وصلات خارجية
- (73781) 1994 TW2 في قاعدة بيانات مختبر الدفع النفاث لأجرام النظام الشمسي الصغيرة

- الاكتشاف · مخطط المدار ·  العناصر المدارية · المعلمات المادية

- (73781) 1994 TW2 على موقع ويكي سكاي: DSS2, SDSS, GALEX, IRAS, Hydrogen α, X-Ray, Astrophoto, Sky Map, Articles and images